# 弗朗索瓦·德尼·莱吉蒂姆
弗朗索瓦·德尼·莱吉蒂姆（法語：François Denys Légitime，法語發音：[fʁɑ̃swa dəni leʒitim]；1841年11月20日—1935年7月29日），海地军人、政治家。

## 生平
莱吉蒂姆于1841年出生于热雷米，是莫黛斯特·泰斯塔的后裔之一，1874年参军并晋升为上校，曾经担任过参议员，利西于·萨洛蒙总统执政时期，他在内阁和外交部门工作，萨洛蒙被推翻后，他与皮埃尔·狄奥马·博瓦隆-卡纳尔一起主持临时政府，主要任务是准备临时政府的选举。1888年9月开始进行总统选举，选举进行十分激烈，在海地角，总统候选人塞伊德·泰莱马克（Séïde Thélémaque）批评他选举舞弊，不久后遇刺身亡，反对派便指责是莱吉蒂姆所为并要求他离职。但莱吉蒂姆的支持者认为莱吉蒂姆并没有刺杀泰莱马克，最终，他于1888年10月16日当选总统。
莱吉提默的政权得到了欧洲列强的承认，而未得到美国的支持，这为他日后下台埋下了伏笔。莱吉蒂姆当选总统后不久，在海地港口圣马克的一艘悬挂美国国旗的船上，反对派弗洛维尔·伊波利特为首的领导人成立了一个委员会，试图与莱吉蒂姆对抗，美国支持反对派，并为反对派提供军事支持，美国海军少将史蒂芬·卢斯也准备登陆太子港。面对日益紧张的局势，他无法维持自己的统治，于1889年8月22日被迫下台，出逃牙买加，次日，蒙波安·热纳将军被任命为临时总统。